# Cliftonville FC
Cliftonville FC je severoirský fotbalový klub z Belfastu, z předměstí Cliftonville. Jde o nejstarší fotbalový klub v Severním Irsku, založen byl roku 1879. Od roku 1890 hraje na stadionu Solitude. Pětkrát se stal severoirským mistrem (1905–06, 1909–10, 1997–98, 2012-13, 2013-14), osmkrát získal severoirský fotbalový pohár (1882–83, 1887–88, 1896–97, 1899–00, 1900–01, 1906–07, 1908–09, 1978–79). Pětkrát startoval v evropských pohárech, prvně v sezóně 1979/80, kdy v 1. kole Poháru vítězů pohárů vypadl s FC Nantes. V ročníku 1998/99 si zahrál Ligu mistrů, v 1. předkole vypadl s FC Košice. V Lize mistrů 2013/14 skončil také v prvním předkole, když prohrál s Celtic FC 0:2 a 0:3. Ani v Poháru UEFA nikdy nepřešel přes úvodního soupeře, v ročníku 2008/09 ztroskotal na FC Kodaň, v sezóně 2011/12 na velšských The New Saints FC.